# Paolo Giovio
Paolo Giovio (także Jovius; ur. 9 lub 21 kwietnia 1483 w Como, zm. 11 grudnia 1552 we Florencji) – włoski historyk, biskup Nocery.

## Życiorys
Studiował medycynę w Padwie i uzyskał tytuł doktora. Po studiach podróżował po Europie, gdzie poznał wielu książąt. W czasie tych podróży poznał papieża Leona X, który sprowadził Giovio do Rzymu. Wkrótce potem zaczął interesować się historią i opisał ekspedycję Karola VIII Walezjusza do Włoch i podbój Neapolu. Gdy papież zapoznał się z tą pracą, był tak zachwycony, że uczynił Joviusa profesorem retoryki na uniwersytecie w Rzymie. 13 stycznia 1528 został konsekrowany jako biskup Nocery. Klemens VII zdecydował się na nadanie mu biskupstwa, w ramach rekompensaty strat, jakie poniósł Giovio, podczas podboju Rzymu. Podczas pontyfikatu Pawła III starał się u papieża o przeniesienie do rodzinnego Como, lecz gdy to się nie udało, w 1543 opuścił diecezję Nocere i udał się do Como. W 1549 udał się do Florencji, gdzie pracował nad swoimi dziełami historycznymi do swojej śmierci w 1552.

## Twórczość
- Historiarum sui temporis libri XLV[3]
- Commentario de le cose de’ Turchi[3]
- Elogia veris clarorum virorum[3]
- Vitae virorum illustrium[1]
- Lettere volgari[1]
- Dialogi de viris et foeminis aetate nostra florentibus[4]